# Xã Lawrence, Quận Marion, Indiana
Xã Lawrence (tiếng Anh: Lawrence Township) là một xã thuộc quận Marion, tiểu bang Indiana, Hoa Kỳ. Năm 2010, dân số của xã này là 118.447 người.